# شمسک کوچک
نام علمی گونه 
(Ilisha melastoam (Schneider, ۱۸۰۱
نام علمی مترادف : (Ilisha indica (Swainson, ۱۸۳۹ 
(Ilisha brachysoma (Bleeker, ۱۸۵۲ 	
نام انگلیسی : Indian ilsha
نام فارسی : شمسک کوچک
اندازه : حداکثر طول بدن به ۱۳ سانتی متر می‌رسد.
مشخصات : دارای زره پولکی مشخص می‌باشد. باله مخرجی طویل، فک پایین خیلی پیش آمده‌است. کیسه شنا تا ماهیچه بالایی، قسمت جلویی، باله مخرجی به صورت دو شاخه ادامه می‌یابد. پوزه عریض و کوتاه، بدن نسبتاً مرتفع و فشرده، سطح شکم دارای زره شکمی، باله مخرجی طویل و کوتاه، بدن نسبتاً مرتفع و فشرده، سطح شکم دارای زره شکمی، باله مخرجی طویل، سربزرگ و بخش پائینی اولین کمان آبششی دارای ۲۱ تا ۲۵ عدد خار آبششی می‌باشد.
کیسه شنا دارای یک جفت زائده لوله‌ای شکل است که درون ماهیچه‌های بالای بخش جلویی باله مخرجی قرار می‌گیرند. خطوط عمودی روی هر فلس ممتد بوده یا در مرکز فلس روی هم قرار می‌گیرند. خطوط عمودی روی هر فلس ممتد بوده یا در مرکز فلس روی هم قرار می‌گیرند. رنگ بدن در پشت سبز – آبی یا خاکستری و پهلوها نقره‌ای می‌باشد.
زیست شناسی: در آبهای ساحلی به صورت سطح زی زیست می‌کند.
نامهای مورد استفاده در جنوب ایران : پیکو
وسایل صید: تور گردان ساحلی (جلّ)، ترال و تورهای بالا رونده در آبهای ساحلی، تورهای کششی ساحلی